# 范履冰
范履冰（7世纪—690年3月26日），怀州河内县（今河南省沁阳市）人，唐朝官员，在唐睿宗第一次登基时任宰相。

## 生平
范履冰中进士，在周王李显府任户曹参军，后来奉召入朝为官二十余年。唐高宗上元年间（674年—676年），范履冰作为左史，和同样以文才出名的给事中刘懿之、左史、弘文馆直学士劉禕之、著作郎元萬頃、左史苗神客（或作苗楚客）、右史周思茂、右史韓楚賓、卫敬业等被任命为武后（即武则天）的顾问，为她撰写《列女傳》、《臣軌》、《百僚新誡》等九千余篇。范履冰等人在北门的内廷供职，被称为“北门学士”，武后为了分宰相的权，也咨询他们的意见。《字海》一百卷等武后所著的书，其实都是元万顷、范履冰、苗神客、周思茂、胡楚宾、卫敬业等所撰。其中以范履冰和周思茂在宫中最受亲遇，多参与政事。
新都尉卢照邻因病辞官客居东龙门山，范履冰与太子舍人裴瑾之、韦方质、水部员外郎独孤思庄、少府丞舍人内供奉阎知微、符玺郎乔侃等写信问其疾病，并时时供其衣服财帛和药物。
弘道元年（683年），唐高宗驾崩，太子李哲（即周王李显）继位，即唐中宗，实权掌握在摄政太后武后手中。嗣圣元年（684年）二月，武后废黜了意图独立行权的中宗，改立皇弟豫王李旦为唐睿宗，进一步掌控了政权。垂拱元年（685年）七月，时任凤阁舍人的元万顷和范履冰等议请郊丘诸祠时增加唐高宗与唐高祖、唐太宗并列为三祖配享，获准。垂拱年间武后摄政，范履冰历任鸞臺侍郎、天官侍郎，不久迁春官尚書，永昌元年（689年）十月又被授同鳳閣鸞臺平章事，为实质宰相，兼修国史。但在载初元年（690年），他因所举荐的官员谋反遭到弹劾，被武后逮捕下狱，于五月戊子遭酷吏处决。

## 子孙
范履冰有三个儿子，都中了进士。
- 范冬芬
- 范冬倩
- 范冬昌

范履冰的六世孙范隋在唐懿宗年间曾任浙江丽水县丞。
后代范仲淹为北宋政治家，文学家。